# Alexander Winchell
Alexander Winchell (Dutchess County, 31 dicembre 1824 – Ann Arbor, 19 febbraio 1891) è stato un geologo e paleontologo statunitense.

## Biografia
Fratello di Newton Horace, dopo la laurea, conseguita nel 1847 presso l'Università di Wesleyan, a Middletown, ha insegnato scienze in diversi stati americani (New Jersey, New York e Alabama). Nel 1853 ha ottenuto, presso l'Università del Michigan, la cattedra prima di fisica e di ingegneria civile, poi di geologia, zoologia e botanica.  Per un triennio (1869-1871) è stato anche direttore dell'Ufficio geologico del Michigan, come lo sarà, un quindicennio più tardi, di quello del Minnesota.
Dal 1873 ha accettato l'incarico di rettore dell'Università di Syracuse, che però ha mantenuto per poco più di un anno, preferendo l'insegnamento della geologia. In tal senso è stato professore, in contemporanea, sia allo stesso ateneo di Syracuse che all'Università Vanderbilt, sino a tutto il 1878. Infine, richiamato all'Università del Michigan, dove è rimasto sino alla morte, è stato titolare della cattedra di geologia e paleontologia. Nel 1888 è stato tra i fondatori, e poi tra i presidenti, della Società Geologica d'America.
I suoi studi, a carattere stratigrafico, si sono rivolti prima ai minerali e ai depositi di sale. Ha successivamente rivolto attenzione alla paleontologia e alla paleobotanica, descrivendo 308 nuove specie di fossili. A lui si deve, nel 1869, la designazione del termine Mississippiano, per indicare gli strati geologici delle rocce calcaree della valle del fiume Mississippi coevi al periodo Carbonifero. Metodista attivo, Winchell evidenzia in alcune sue pubblicazioni, quali Reconciliation of Science and Religion (1877) e Pre-Adamites, or a Demonstration of the Existence of Men before Adam (1880), il tentativo di trovare un punto d'incontro tra la religione e la teoria evoluzionista. Fra i suoi principali studi, che si dipanano nei diversi ambiti delle scienze della Terra, si segnalano Profili della Creazione (1870), La geologia delle stelle (1874), Studi geologici, ovvero Elementi di geologia (1886).
Il suo archivio è custodito presso la Bentley Historical Library.